# Gemeingefährliche Straftat
Eine gemeingefährliche Straftat ist in Deutschland eine Handlung, durch die Leben, Gesundheit oder Eigentum einer unbestimmten Anzahl von (auch unbeteiligten) Menschen gefährdet wird (z. B. Brandstiftung, gefährlicher Eingriff in den Straßenverkehr). Das Strafgesetzbuch fasst die gemeingefährlichen Straftaten in den §§ 306 bis 323c  unter der Abschnittsüberschrift Gemeingefährliche Straftaten zusammen.
Zu den Gemeingefährlichen Delikten zählen:
- Brandstiftungsdelikte (§§ 306a–306f)
- Herbeiführen einer Explosion durch Kernenergie (§ 307)
- Herbeiführen einer Sprengstoffexplosion (§ 308)
- Missbrauch ionisierender Strahlen (§ 309)
- Vorbereitung eines Explosions- oder Strahlungsverbrechens (§ 310)
- Freisetzen ionisierender Strahlen (§ 311)
- Fehlerhafte Herstellung einer kerntechnischen Anlage (§ 312)
- Herbeiführen einer Überschwemmung (§ 313)
- Gemeingefährliche Vergiftung (§ 314)
- Gefährliche Eingriffe in den Bahn-, Schiffs- und Luftverkehr (§ 315)
- Gefährdung des Bahn-, Schiffs- und Luftverkehrs (§ 315a)
- Gefährlicher Eingriff in den Straßenverkehr (§§ 315b und 315e)
- Gefährdung des Straßenverkehrs (§ 315c)
- Verbotene Kraftfahrzeugrennen (§ 315d)
- Trunkenheit im Verkehr (§ 316)
- Räuberischer Angriff auf Kraftfahrer (§ 316a)
- Angriffe auf den Luft- und Seeverkehr (§ 316c)
- Vollrausch (§ 323a)
- Gefährdung einer Entziehungskur (§ 323b)
- Unterlassene Hilfeleistung (§ 323c)